# Spočítej hvězdy
Spočítej hvězdy (anglickým názvem Number the Stars) je román světoznámé americké spisovatelky Lois Lowry, která se proslavila knihou Dárce. Dílo pojednává o útěku židovské rodiny z Kodaně v Dánsku během druhé světové války. Kniha byla vydána v roce 1989 nakladatelstvím Houghton Mifflin Harcourt. V českém jazyce ji v roce 2015 vydalo nakladatelství Argo.

## Děj
Annemarie Johansen a Ellen Rosenová jsou desetileté nejlepší kamarádky, které žijí v Kodani (v Dánsku) během druhé světové války. Jednoho dne jsou s Annemarie a Kirsti (její mladší sestra) zastaveny na ulici německými vojáky. O incidentu se dozví rodiče, kteří ji varují, aby byla opatrnější, zvláště kvůli tomu, že Ellen je židovka. Brzy poté Němci oznámí, že budou „přemisťovat“ židovské obyvatelstvo. Ellenini rodiče emigrují z Dánska s Annemariiným švagrem Peterem. Ellen musí zůstat u Johansenových a předstírat, že je Lise, Annemariina zesnulá starší sestra.
Jednoho rána k nim vtrhnou tři vojáci s podezřením, že se zde mohou ukrývat Roseni. Rodiče pro jistotu ukazují staré fotografie Lise jako důkaz. Vojáci jsou podezřívaví, ale nakonec odejdou. Další ráno odjíždějí dívky s matkou k domu strýce Henrika, který bydlí u jezera naproti Švédsku. Zde židé nejsou pronásledováni. V průběhu pohřbu její pratety Birte přicházejí nacisté. Vyptávají se a její rodina vysvětluje jejich zvyky a rituály a nakonec ochází. Peter, který je přítomen, čte skupině začátek Žalmu 147 z Bible, který popisuje, jak Pán Bůh počítá hvězdy. Annemarie se začíná zamýšlet, protože není s žalmem obeznámena. Židovským rodinám, které zde byli jako "přátelé" pratety je rozdáno teplé oblečení. Odcházejí po menších skupinách a Ellen se rozloučí s Annemarie a její matkou.
Annemarie najde balíček, který je pro odboj velmi důležitý a který Henrik upustil, když nechtěně zakopl na schodech. Annemarie dostává rozkaz, aby naplnila košík jídlem a balíčkem a běžela co nejrychleji může k lodi svého strýce. Je zastavena německými vojáky se psy. Zalže jim, ale vojáci ji i tak prohledají košík. Nakonec ji však pustí. Předá Henrikovi obálku obsahující kapesník a vrátí se domů.
Henrik večer odhalí Annemarie, že mnoho Židů, včetně Rosenových, se skrývalo v jeho lodi pomocí které je propašoval do Švédska. Vysvětluje, že kapesník obsahoval vůni králičí krve, která přitahovala nacistické psy, a silný zápach kokainu, který ochromoval jejich nosy jim bránil stopovat Židy.
Dánsko je osvobozeno dva roky po skončení války. Mezitím byl Peter nacisty popraven a pohřben.

## Přijetí a interpretace
Kritické i populární reakce byly pozitivní. Kirkus Reviews uvedl, že jde o „obratně odvyprávěný příběh“ a že „...stejně jako Annemarie, i čtenář je chráněn před plnými důsledky událostí – ale bude vtažen do napětí a hrozby několika setkání s vojáky a do Annemariina odvážného běhu jako kurýrky v noci útěku.“
Kniha v roce 1990 získala Newberyho cenu Asociace amerických knihoven za přínos americké dětské literatuře.
Kromě získání mnoha ocenění byla kniha jednou z nejprodávanějších dětských knih všech dob. Podle Publishers Weekly byla 82. nejprodávanější dětskou knihou všech dob ve Spojených státech s prodejem přesahujícím 2 miliony kusů do roku 2001. Prodeje zůstaly stabilní i mnoho let po vydání.
Web BookLords u příležitosti českého vydání zdůraznil, že kniha je napsána úsporně, vyhýbá se filozofování a nechává velkou části interpretace na čtenáři: „Na knihách Lois Lowryové je zajímavé, jak se velká část děje odehrává na pozadí. Očima dětského vypravěče máme možnost vidět jen'malý výsek toho, co se v průběhu knihy skutečně odehrává. A možná i to je důvodem, proč si čtení Spočítej hvězdy dokáží užít jak dětští, tak dospělejší čtenáři. Dětem se dostane napínavého příběhu o odvaze desetileté holčičky a její rodiny, dospělí budou schopni představit si příběh v širších souvislostech.“ Údernost a působivost knihy pak shrnul slovy: „Je zvláštní, kolik se toho dá vměstnat na pouhých 128 stran. Díky kratičkému rozsahu patří Spočítej hvězdy k těm knihám, které dokážete bez větších problémů přečíst za jediné odpoledne. Nemohla jsem se od ní odtrhnout, a tak jsem celou knihu přečetla na jeden zátah. Pocity ze čtení ve mně však rezonovaly ještě dlouho poté.“
Spisovatelka Markéta Pilátová v recenzi pro časopis Respekt ocenila krátké a výstižné dialogy a popisy situací. Připomněla rovněž autorčinu odpověď na otázku, zda je nutné vracet se stále znovu k holocausta: „O tomhle je třeba vyprávět znovu a znovu.“